# Вище керівництво
Вище керівництво, також топменеджмент (до 2019 року — топ-менеджмент, англ. Top management) — група керівників організації вищого рівня ієрархії, які щодня несуть відповідальність за ефективне управління цією організацією. Такі керівники радою директорів і / або акціонерами наділені необхідними владою і повноваженнями.
Топменеджмент реалізує політику (сформульовану радою директорів) в цілі, стратегії, бізнес-плани, бюджети і проекти. Топменеджмент приймає рішення, які впливають на кожного співробітника організації, а також несуть відповідальність за успішність або невдачі організації.
Топменеджери мають різні спеціалізації і відповідають за різні напрямки діяльності організації або компанії. До кожної позиції висуваються певні вимоги, які охоплюють освітні, особистісні та інші характеристики топменеджерів.
В мас-медіа часто звучить термін «вище керівництво держави» (напр., у фразі «Президент та вище керівництво держави»), що припускає те, що вище керівництво — це частина влади, поза Президентом, і це невизначене за обсягом і рівнями посад коло «керівників», або посадовців.

## Способи мотивації топменеджерів
Розмір винагороди керівників компанії часто пов'язаний з показниками зростання вартості компанії або досягненням певних довгострокових цілей. Одним з видів мотивації топменеджерів є довгострокові виплати (акції, опціони, фантомні акції, володіння частками власності). У західних компаніях вони можуть становити суттєву частину компенсаційного пакета.
Довгострокові програми мотивації можуть включати в себе:
- Надання частки власності підприємства.
- Надання можливості викупити акції компанії за заниженою ціною або преміювання акціями компанії. У результаті такого заохочення топменеджери стають акціонерами компанії.
- Опціони. Керівникам компанії надається право викупу певної кількості акцій за фіксованою ціною на певний період часу і на певних умовах.
- Фантомні акції.

Зазвичай в західних компаніях структура винагороди топменеджера має такий вигляд: близько 50 % — довгострокові виплати (акції, опціони), 25 % — бонуси, 25 % — оклад.